# Pierre-Claude Soligny
Pierre-Claude Soligny (Pierre-Claude Senisseler),  född i Paris 1746, var en fransk skådespelare och musiker. 
Han ingick i den franska teatern i Sverige, Sällskapet Du Londel 1753-71. Han gjorde succé då han debuterade på Comédie-Italienne i Paris 1773 och turnerade sedan i Frankrike och Belgien. Han var sedan aktiv i Nederländerna vid teatern i Amsterdam från 1784.    
Gift 1770 med Elisabeth Soligny.    